# الاستهلاك المستحث
الاستهلاك المستحث هو جزء من الاستهلاك يختلف حسب الدخل المتاح . عندما "يؤدي" التغيير في الدخل الممكن إنفاقه إلى تغيير في استهلاك السلع والخدمات، فإن هذا الاستهلاك المتغير يسمى "الاستهلاك المستحث". في المقابل، لا تختلف نفقات الاستهلاك المستقل مع الدخل. على سبيل المثال، سيتم اعتبار الإنفاق على عنصر استهلاكي يعتبر سلعة عادية مستحثًا.
في دالة الاستهلاك الخطي البسيطة،
{\displaystyle C=a+b\times Y_{d}}
يمثل الاستهلاك المستحث بالمصطلح {\displaystyle b\times Y_{d}}، اي أن {\displaystyle Y_{d}} يشير إلى الدخل المتاح و {\displaystyle b} يسمى الميل الحدي للاستهلاك.

## أنظر أيضا
- زحف نمط الحياة